# 찰스 라이즈너

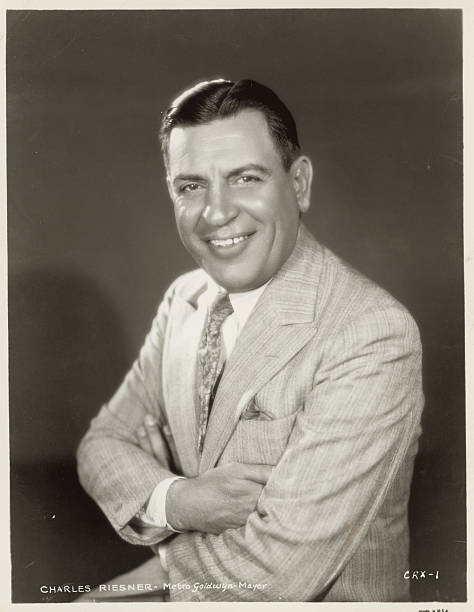

찰스 라이즈너(Charles Reisner, 1887년 3월 14일 ~ 1962년 9월 24일)는 미국의 배우, 영화 감독, 각본가, 영화배우, 영화 프로듀서이다.
미니애폴리스에서 태어났으며 라호이아에서 사망하였다. 사인은 심근 경색이다.

## 영화
- 레일로디드 (1947년)
- 미트 더 피플 (1944년)
- 빅 스토어 (1941년)
- 맨하튼 메리-고-라운드 (1937년)
- 스튜던트 투어 (1934년)
- 헐리우드 파티 (1934년)
- 더 치프 (1933년)
- 플레잉 하이 (1931년)
- 러브 인 더 러프 (1930년)
- 체이싱 레인보우 (1930년)
- 할리우드 리뷰 오브 1929 (1929년)
- 스팀보트 빌 주니어 (1928년)
- 순례자 (1923년)
- 키드 (1921년)
- 개의 삶 (1918년)